# 빅 웨딩
《빅 웨딩》(The Big Wedding)은 저스틴 재컴이 연출한 2013년 미국의 코미디 영화이다. 2006년 개봉한 프랑스-스위스 영화 《Mon frère se marie》가 원작이다. 로버트 드니로, 다이앤 키턴, 캐서린 하이글, 토퍼 그레이스, 벤 반스, 수전 서랜던, 어맨다 사이프레드, 로빈 윌리엄스 등이 출연하였다.

## 줄거리
뉴잉글랜드에 사는 돈과 엘리는 20년 결혼 생활을 끝내고 이혼하였으나 여전히 사이좋게 지낸다.
며칠 후면 콜롬비아에서 입양한 아들 알레한드로가 결혼을 한다. 알레한드로는 독실한 천주교 신자인 생모 마도나가 결혼식에 찾아온다는 소식을 듣고 돈과 엘리에게 마도나가 머무는 3일 동안만 아직 결혼 중인 척 해달라고 부탁하는데...

## 출연
- 로버트 드니로 - 도널드 로버트 "돈" 그리핀 역
- 다이앤 키턴 - 엘리너 "엘리" 그리핀 역
- 캐서린 하이글 - 라일라 그리핀 역
- 토퍼 그레이스 - 재러드 그리핀, 29살 산과의 역
- 벤 반스 - 알레한드로 소토 그리핀 역
- 수전 서랜던 - 비어트리스 마사 "비비" 맥브라이드, 돈과 8년간 사귄 여자친구이자 엘리의 옛 절친 역
- 어맨다 사이프레드 - 멀리사 "미시" 오코너, 알레한드로의 약혼자 역
- 크리스틴 에버솔 - 머핀 오코너 역
- 데이비드 래시 - 배리 오코너 역
- 로빈 윌리엄스 - 빌 모이니핸 신부 역
- 카일 본하이머 - 앤드루, 라일라의 남편 역
- 메건 케치 - 제인, 접수 간호사 역
- 크리스타 캠벨 - 킴 역
- 그레그 폴 - 밴드 지휘자 역
- 샤나 다우즈웰 - 종업원 역